# Ophiorrhiza condensa
Ophiorrhiza condensa là một loài thực vật có hoa trong họ Thiến thảo. Loài này được Craib mô tả khoa học đầu tiên năm 1932.